# Jacob Augustus Lockhart Clarke
Jacob Augustus Lockhart Clarke (ur. w 1817, zm. 25 stycznia 1880) – brytyjski lekarz, neurolog, histolog, anatom i fizjolog. 
Opisał m.in. jądro grzbietowe rdzenia kręgowego (znane też jako jądro Clarke’a), jądro pośrednio-boczne oraz jako pierwszy rozróżnił jądro klinowate boczne od przyśrodkowego (znanego dziś jako jądro Monakowa). Wprowadził do neuroanatomii technikę utrwalania preparatów histologicznych przy pomocy balsamu kanadyjskiego.

## Wybrane prace
- Researches into the structure of the spinal cord. Philosophical Transactions of the Royal Society of London, 1851, 141: 607-621.
- On a case of muscular atrophy, with disease of the spinal cord and medulla oblongata. Medico-Chirurgical Transactions, 1867, 50: 489-496.